# Гей-Люссак (лунный кратер)
Кратер Гей-Люссак (лат. Gay-Lussac) — небольшой ударный кратер у южного подножия гор Карпаты на видимой стороне Луны. Название присвоено в честь французского химика и физика Жозефа Луи Гей-Люссака (1778—1850); утверждено Международным астрономическим союзом в 1935 г.

## Описание кратера

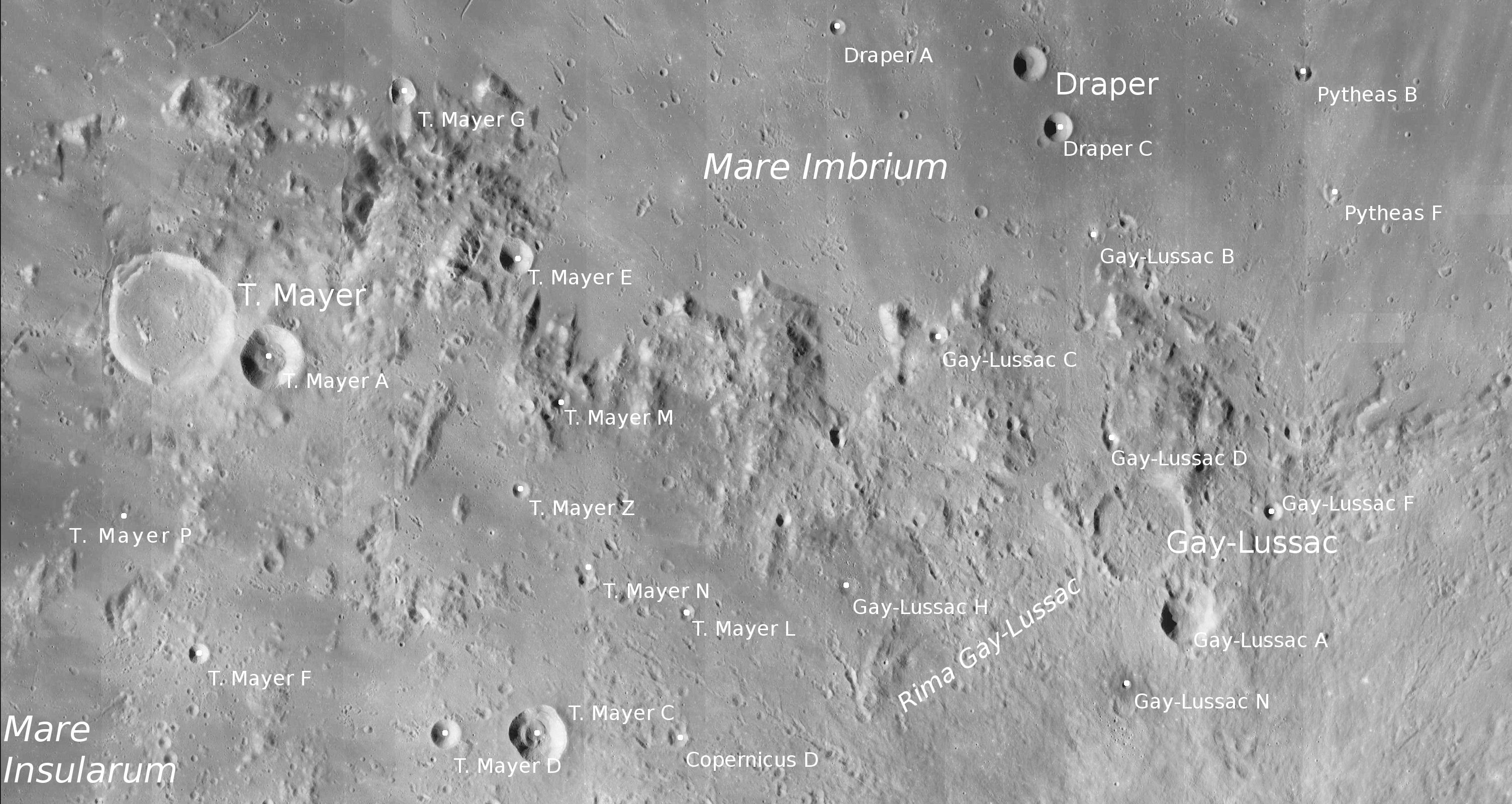
Окрестности кратера Гей-Люссак. Снимок зонда Lunar Reconnaissance Orbiter.

Ближайшими соседями кратера являются кратер Майер Т. на западе-северо-западе, кратер Пифей на севере, кратер Эратосфен на востоке; кратер Стадий на юго-востоке, кратер Риччоли на юге-юго-востоке, а также кратер Коперник на юге. На севере от кратера находятся горы Карпаты, а за ними Море Дождей; на юго-востоке от кратер лежит Залив Зноя Моря Островов; на юго-западе - борозда Гей-Люссака. Селенографические координаты центра кратера 13°53′ с. ш. 20°47′ з. д. / 13,88° с. ш. 20,79° з. д., диаметр 25,4 км, глубина 0,83 км.
Кратер имеет близкую к циркулярной форму, вал значительно разрушен и испещрен множеством кратеров. Средняя высота вала кратера над окружающей местностью 870 м, объем кратера составляет приблизительно 440 км³. Дно чаши кратера пересеченное, отмечено множеством кратеров, центральный пик отсутствует. В меридиональном направлении чаша кратера пересечена двумя бороздообразными структурами. От сателлитного кратера Гей-Люссак А (см. ниже), расположенного на юго-востоке от кратера, в направлении восточной части вала тянутся две долины.
Кратер Гей-Люссак включен в список кратеров с яркой системой лучей Ассоциации лунной и планетарной астрономии (ALPO).

## Сечение кратера
На приведенном графике представлено сечение кратера в различных направлениях, масштаб по оси ординат указан в футах, масштаб в метрах указан в верхней правой части иллюстрации.

## Сателлитные кратеры

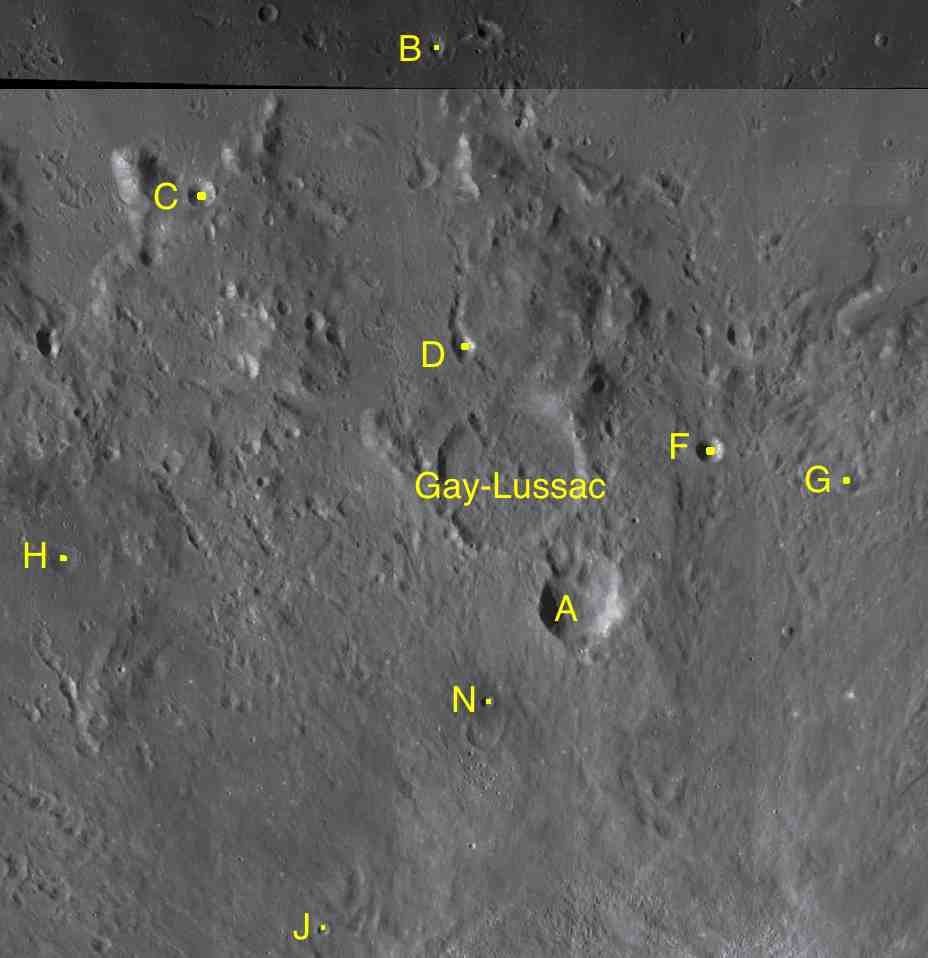
Фрагменты карт LAC-40, LAC-58.

| Гей-Люссак | Координаты                                            | Диаметр, км |
| ---------- | ----------------------------------------------------- | ----------- |
| A          | 13°11′ с. ш. 20°23′ з. д. / 13,18° с. ш. 20,38° з. д. | 15,3        |
| B          | 16°13′ с. ш. 21°11′ з. д. / 16,21° с. ш. 21,18° з. д. | 3,4         |
| C          | 15°25′ с. ш. 22°33′ з. д. / 15,42° с. ш. 22,55° з. д. | 4,7         |
| D          | 14°35′ с. ш. 21°04′ з. д. / 14,58° с. ш. 21,06° з. д. | 5,3         |
| F          | 14°01′ с. ш. 19°39′ з. д. / 14,01° с. ш. 19,65° з. д. | 4,6         |
| G          | 13°52′ с. ш. 18°53′ з. д. / 13,86° с. ш. 18,89° з. д. | 4,7         |
| H          | 13°25′ с. ш. 23°20′ з. д. / 13,41° с. ш. 23,33° з. д. | 5,0         |
| J          | 11°22′ с. ш. 21°51′ з. д. / 11,36° с. ш. 21,85° з. д. | 2,3         |
| N          | 12°37′ с. ш. 20°55′ з. д. / 12,62° с. ш. 20,92° з. д. | 2,4         |